# 이원익 초상
이원익 초상(李元翼 肖像)은 대한민국 경기도 광명시, 충현박물관에 있는 조선시대 오리 이원익(1547∼1634)이 1604년 호성공신(扈聖功臣) 2등에 녹훈(錄勳)된 것을 기념해 제작된 초상화이다. 2005년 7월 7일 대한민국의 보물 제1435호로 지정되었다.

## 지정 사유
이 영정은 오리 이원익((1547∼1634)이 1604년 호성공신(扈聖功臣) 2등에 녹훈(錄勳)된 것을 기념해 제작된 것으로 같은 해 조성된 청난공신(淸難功臣)과 선무공신(宣武功臣)의 도상에 비해 사모(紗帽)의 모양이 다소 변한 것으로 보아 책록된 시기보다 몇 년 뒤에 그려진 것으로 추정된다.
영정의 주인공인 오리 이원익의 자(字)는 공려(公勵), 호(號)는 오리, 본관은 전주이며 태종의 아들 익녕군(益寧君) 치(袳)의 현손(玄孫)이며 이억재의 아들로 태어났다. 1569년(선조 2년) 별시 문과에 급제하여 대사헌, 호조판서, 이조판서 등을 지냈으며 조선시대 대표적인 청백리로 유명하다.
영정의 형태는 축으로 장정되어 있으며 의자에 앉아 있는 모습의 전신상으로 그 모습은 오사모(烏紗帽)에 흑단령(黑團領)을 입고 공수(拱手) 자세를 취하고 있는데 사모의 양쪽에는 운문(雲紋)이 들어가 있다. 얼굴에는 음영 효과가 거의 들어가 있지 않고 이목구비의 형용은 선묘 위주로 되어 있으며 족좌대 위에 흑피혜(黑皮鞋)와 채전(彩氈)이 깔려 있어 공신상의 전형을 보여주고 있다.